# Rajkot
Rajkot (gujarâtî : રાજકોટ ; hindî : राजकोट) est une ville de l'État du Gujarat en Inde, chef-lieu administratif du district homonyme, et un ancien État princier des Indes. C'est  par la population la quatrième ville du Gujarat après Ahmedabad, Surate et Vadodara.

## Géographie
Rajkot est située sur les rives de l'Aji et de la Niari.

## Économie

### Histoire
Rajkot était la capitale d'un État princier fondé par Vibhaji Ajoji, du clan hindou Jadeja, et par le sunnite Raju Sandhi en 1612 au milieu du Saurashtra. Vibhaji Ajoji était le petit-fils de Jam Sataji de Nawanagar. Le nom de Rajkot a été donné en l'honneur de son cofondateur, Raju Sandhi.

### Liste desthakurssahibsde Rajkot
- 1620-1635 : Vibhaji Ajoji († 1635)
- 1635-1650 : Mehrama,ji I Vibhaji († 1650)
- 1650-1676 : Sahebi Mehramanji († 1676)
- 1676-1694 : Bamaniaji Sahebji († 1694)
- 1694-1720 : Mehramanji II Bamaniaji
- 1732-1746 : Ranmalji I Mehramanji († 1746)
- 1746-1796 : Lakhaji I Ranmalji († 1796)
- 1796-1825 : Ranmalji II Mehramanji († 1825)
- 1825-1844 : Surajji Ranmalji († 1844)
- 1844-1862 : Mehramanji IV Surajji
- 1862-1890 : Bavajirajsinhji Mehramanji (1856-1890)
- 1890-1930 : Lakhajirajsinhji II Bavajirajsinhji (1885-1930)
- 1930-1940 : Dharmendrasinhji Lakhajirajsinhji (1910-1940)
- 1940-1948 : Pradyumansinhji Lakhajirajsinhji (1913-1973)

#### Chefs de la famille royale de rajkot
- 1948-1973 : Pradyumansinhji Lakhajirajsinhji (1913-1973)
- 1973- : Manoharsinhji Pradyumansinhji (1935- )

## Personnalités liées à la ville
- Gandhi a vécu à Rajkot pendant son enfance (de 1881 à 1887) car son père, Karamchand Gandhi, était premier ministre (diwan) de la principauté.

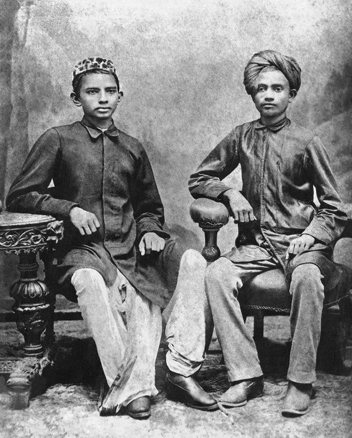
Gandhi (à gauche) et son camarade de classe Sheikh Mehtab (à droite) en 1883
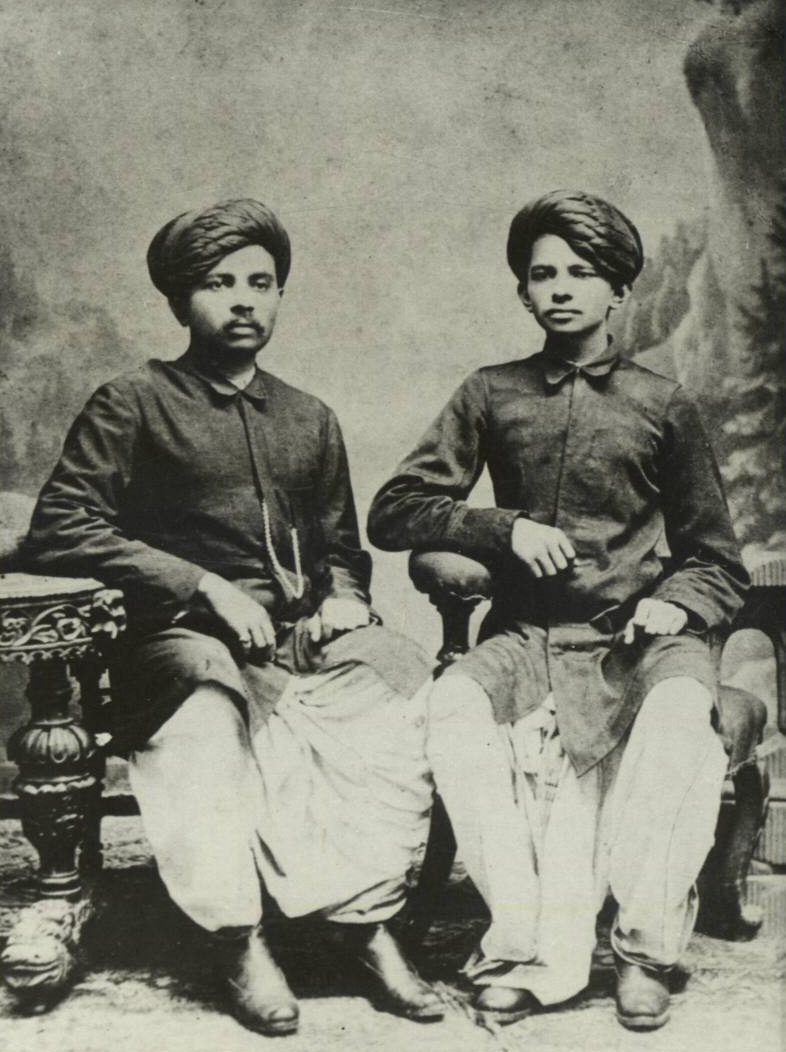
Gandhi (à droite) et son frère Laxmidas (à gauche) en 1886